# لازرو
لازرو (به عربی: لازرو) یک شهرداری در الجزایر است که در استان باتنه واقع شده‌است.